# Список дипломатических миссий Кабо-Верде

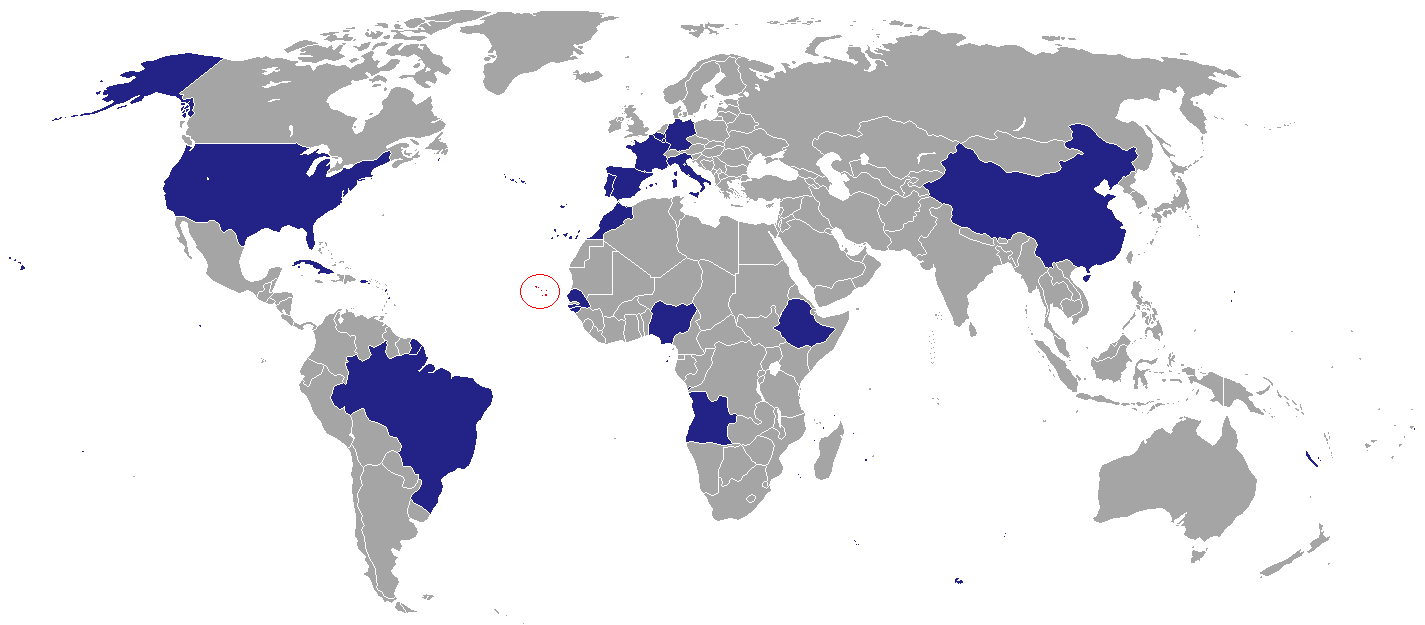

Список дипломатических миссий Кабо-Верде — перечень дипломатических миссий (посольств) Кабо-Верде в странах мира (не включает почётных консульств).

## Европа

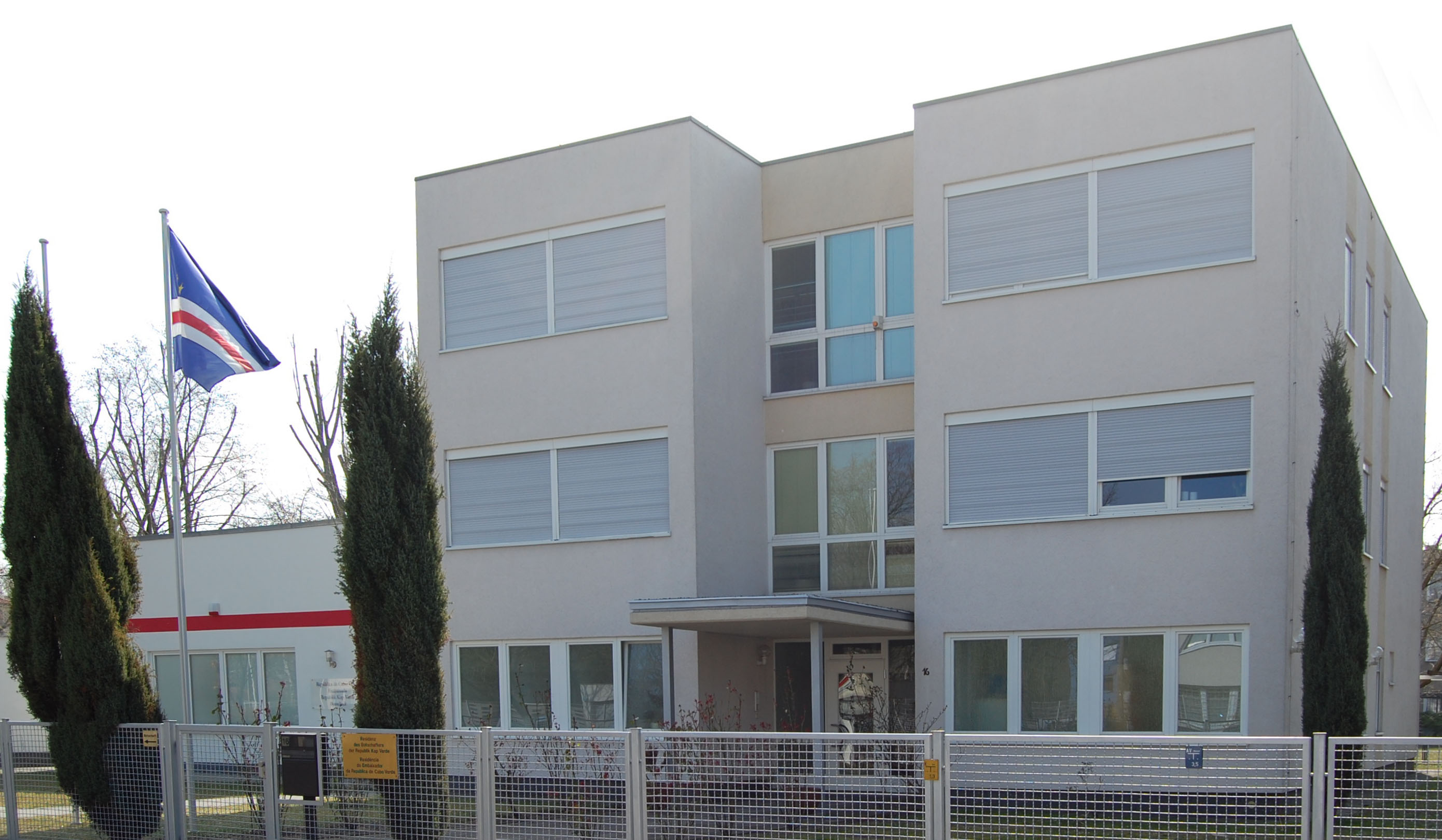
Посольство Кабо-Верде в Берлине

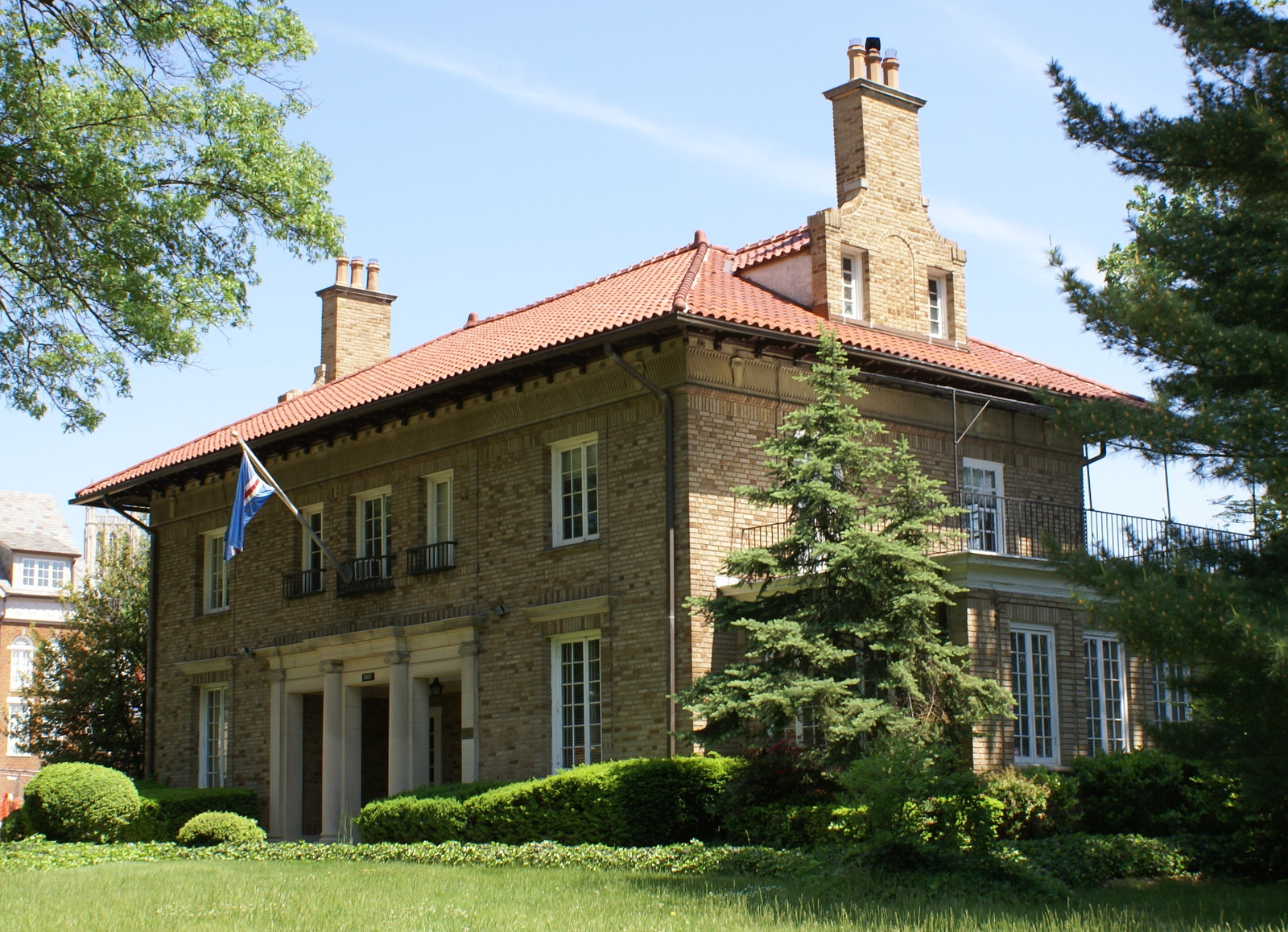
Посольство Кабо-Верде в Вашингтоне

- Австрия
  - Вена (посольство)
- Бельгия
  - Брюссель (посольство)
- Германия
  - Берлин (посольство)
- Испания
  - Мадрид (посольство)
- Италия
  - Рим (посольство)
- Люксембург
  - Люксембург (посольство)
- Португалия
  - Лиссабон (посольство)
- Россия
  - Москва (посольство)
- Франция
  - Париж (посольство)

## Америка
- Бразилия
  - Бразилиа (посольство)
- Куба
  - Гавана (посольство)
- США
  - Вашингтон (посольство)
  - Бостон (консульство)

## Азия
- Китай
  - Пекин (посольство)

## Африка
- Ангола
  - Луанда (посольство)
- Сенегал
  - Дакар (посольство)
- Эфиопия
  - Аддис-Абеба (посольство)
- Сан-Томе и Принсипи
  - Сан-Томе (город) (посольство)
- Нигерия
  - Абуджа (посольство)
- Гвинея-Бисау
  - Бисау (посольство)

## Международные организации
- Аддис-Абеба (постоянное представительство при Африканском союзе)
- Лиссабон (представительство при Содружестве португалоязычных стран)
- Брюссель (представительство при ЕС)
- Нью-Йорк (постоянное представительство при ООН)
- Париж (постоянное представительство при ЮНЕСКО)